# Itasy
Itasy je region ve střední části Madagaskaru. Na severovýchodě hraničí s regionem Analamanga, na jihu s regionem Vakinankaratra a na severozápadě s regionem Bongolava. Hlavním městem regionu je Miarinarivo a v roce 2018 zde žilo 897 962 obyvatel. S rozlohou 6 993 km2 je nejmenší ze všech 22 regionů v oblasti a je nejhustěji osídlenou oblastí po Analamanze.

## Administrativní dělení
Region Itasy se dělí na tři okresy, které se dále dělí na 51 obcí.
- Okres Arivonimamo – 22 obcí
- Okres Miarinarivo – 12 obcí
- Okres Soavinandriana – 15 obcí

## Infrastruktura

### Letiště
- Letecká základna Arivonimamo

### Silnice
Tento region protíná státní silnice 1, státní silnice 1bis a státní silnice 43.

## Vodní tělesa
V Itasy je 58 řek, z toho 21 řek protéká okresem Miarinarivo, 17 řek okresem Arivonimamo a 20 okresem Soavinandriana. Celkem 3 500 ha pokrývají jezera: 40 jezer se nachází v Miarinarivu, 9 v Soavinandrianě a 2 v Arivonimamu.

### Jezero Itasy
Region Itasy je pojmenován po jezeře Itasy, třetím největším jezeru na Madagaskaru. Jezero je 120 km od hlavního města Antananarivo. Je zdrojem obživy pro 3 000 rybářů.

## Zemědělství
Základem ekonomiky regionu je zemědělství. Hlavní plodiny jsou:
- Rýže (66 000 ha)
- Arašídy (37 279 ha)
- Kukuřice (37 279 ha)
- Maniok (22 872 ha)
- Fazole (12 204 ha)
- Brambory (9 211 ha)
- Podzemnice olejná (4 836 ha)
- Rajčata (4 168 ha)
- Batáty (1 377 ha)
- Ananas (3 135 ha)
- Cukrová třtina (222 ha)

Také se zde chová dobytek. Itasy produkuje 2,7 % chleba zebu a 4,9 % vepřového masa na Madagaskaru.